# Carpophage pauline
Ducula aenea
Espèce
Statut de conservation UICN

NT : Quasi menacé
Le Carpophage pauline (Ducula aenea) ou Carpophage impérial, est une espèce d'oiseaux de la famille des Columbidae, native de l'écozone indomalaise.
Son nom est dédié à la peintre animalière Pauline Rifer de Courcelles (1781-1851).

## Description

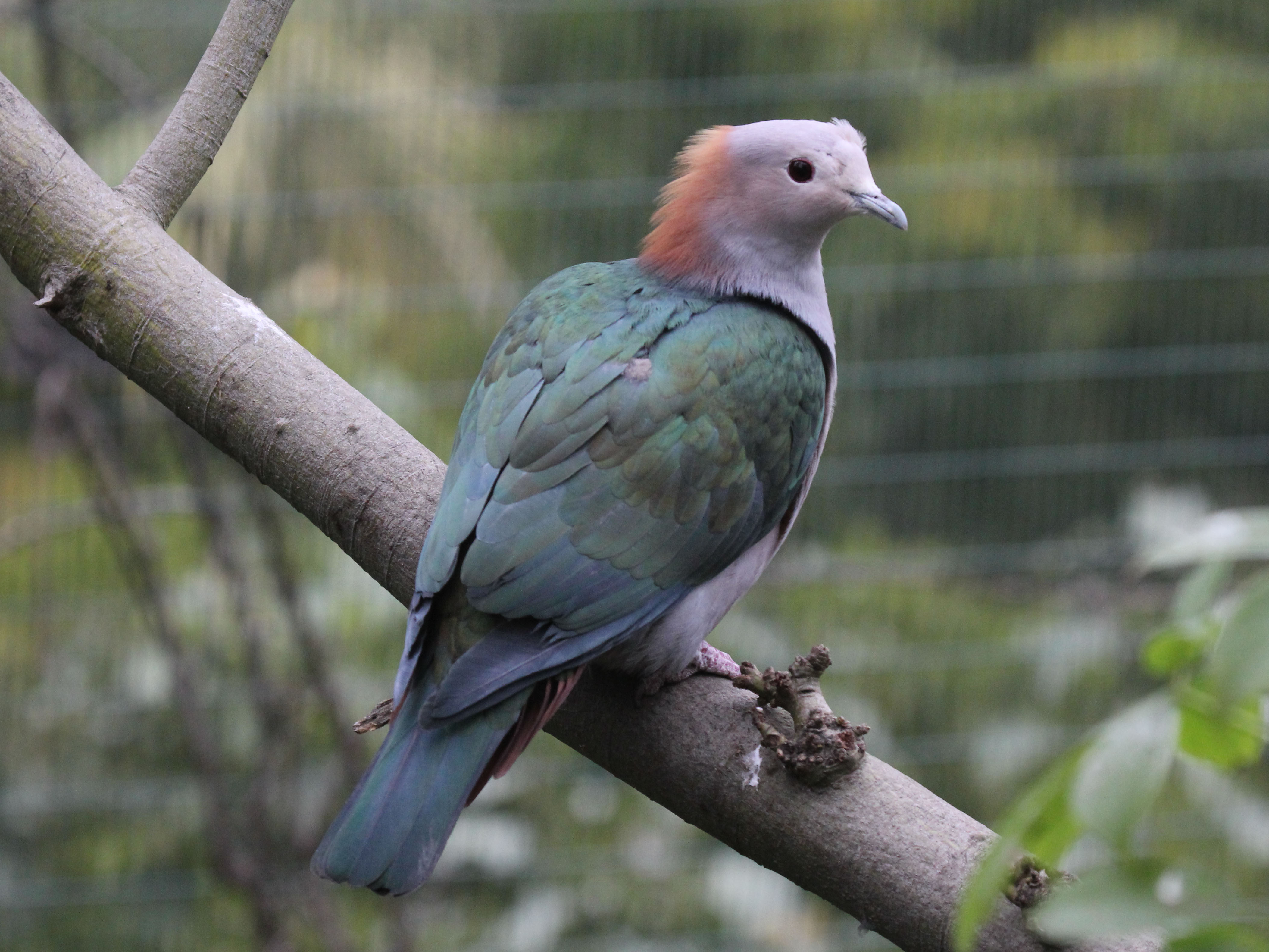
La sous-espèce D. a. paulina.

C'est un gros pigeon dodu de 38 à 48 cm de longueur pour une masse de 365 à 650 g. La tête, le cou, la poitrine et le haut du dos sont généralement gris cendré teinté de rose. Quelques plumes blanc crémeux marquent la base du bec et le tour des yeux. Le dessus du corps et les couvertures alaires sont vert clair plus ou moins bleuté et bronze métallique. Les rémiges et la queue sont d'un vert foncé métallique tirant sur le noir. Le ventre est clair et tend vers le blanc. Les sous-caudales sont brunes. Les iris et les cercles oculaires sont rouges, le bec gris bleu foncé et les pattes rouge violacé. Les deux sexes sont presque similaires, la femelle étant légèrement plus sombre.
Le jeune présente un plumage un peu plus terne avec le rose de la tête moins prononcé.

## Habitat
Cet oiseau peuple les jungles, les zones boisées humides, les mangroves et les marais.

## Comportement
Il s'agit d'un pigeon arboricole, se nourrissant dans les arbres en compagnie d'autres espèces frugivores. Ils ne sont pas très grégaires, vivant souvent seul ou en couple mais pouvant former de petits groupes. L'oiseau a un cri profond et résonnant qui est souvent la première indication de la présence de cette espèce dans les arbres. Son vol est rapide et direct avec des battements d'ailes réguliers et occasionnellement des forts battements rapides caractéristiques des pigeons en général.

## Alimentation
Cet oiseau consomme surtout des figues mais aussi des noix de muscade, d'autres fruits et des baies.

## Nidification
Les deux partenaires construisent un nid léger de branchages à faible hauteur (4 à 6 m) dans un arbre ou un buisson épais. La femelle y pond un seul œuf blanc (42 × 32 mm), exceptionnellement deux. L'incubation dure 18 jours. Le jeune s'envole à l'âge de 20 jours.

## Systématique
Le nom valide complet (avec auteur) de ce taxon est Ducula aenea (Linnaeus, 1766). L'espèce a été initialement classée dans le genre Columba sous le protonyme Columba aenea Linnaeus, 1766.

## Répartition et sous-espèces
Selon la classification de référence du Congrès ornithologique international (15.1, 2025) il se répartit en onze sous-espèces (ordre phylogénique) :
- D. a. sylvatica (Tickell, 1833) — du nord de l'Inde au sud de la Chine et l'Indochine ;
- D. a. pusilla (Blyth, 1849) — sud de l'Inde et Sri Lanka ;
- D. a. andamanica Abdulali, 1964 — îles Andaman ;
- D. a. consobrina (Salvadori, 1887) — Nias ;
- D. a. polia (Oberholser, 1917) — péninsule Malaise et Indonésie ;
- D. a. palawanensis (Blasius, 1888) — de Banggi à Palawan ;
- D. a. fugaensis (Hachisuka, 1930) — Calayan, Camiguin et Fuga (Philippines) (en) ;
- D. a. nuchalis (Cabanis, 1882) — Luçon (nord) une nuque marron pourpre, une poitrine rosâtre et des sous-caudales verdâtres ;
- D. a. aenea (Linné, 1766) — Philippines ;
- D. a. intermedia (Meyer, & Wiglesworth, 1894) — îles Talaud ;
- D. a. paulina (Bonaparte, 1854) — Célèbes sous-espèce nominale avec les parties supérieures vert métallique, la nuque rousse et les ailes bleutées ;

## Galerie

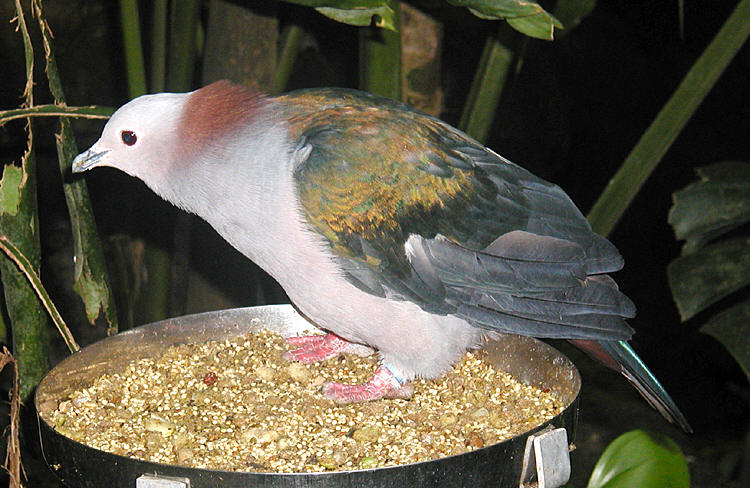
Ducula aenea
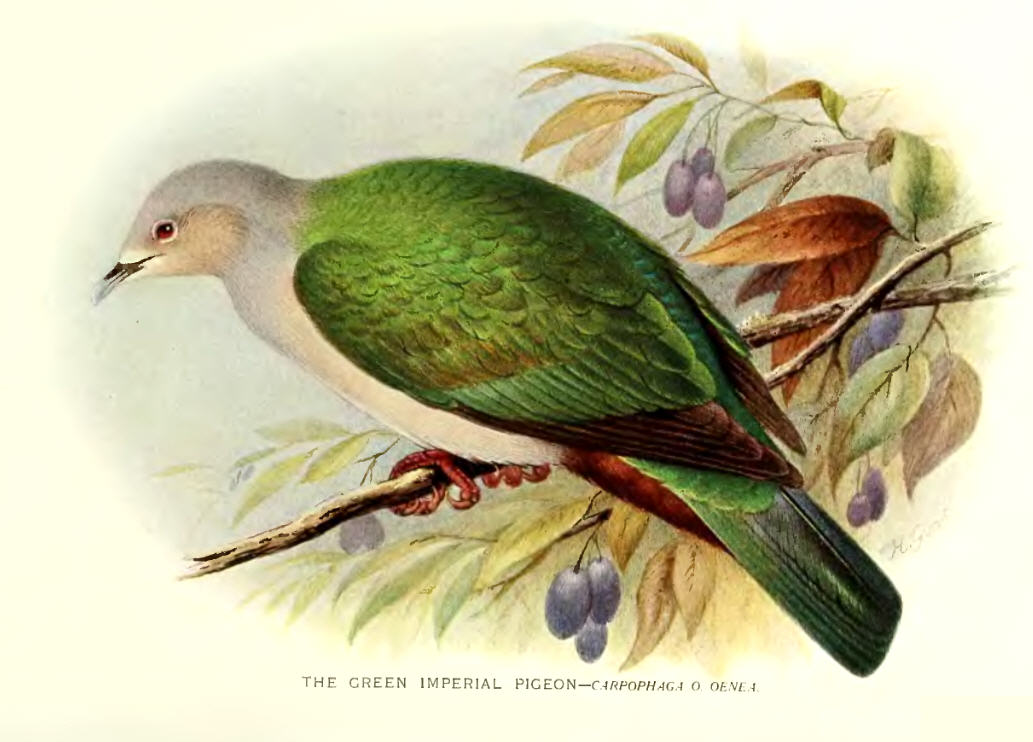
Dessin de Ducula aenea